# Lewis Furey
Lewis Furey, rodným jménem Lewis Greenblatt (* 7. června 1949) je kanadský hudební skladatel, hudebník a herec. Narodil se ve městě Montréal v kanadské provincii Québec rodičům s francouzskými a americkými kořeny. Již od dětství věnoval velkou pozornost hudbě; je klasicky školeným houslistou a již v jedenácti vystupoval coby sólista s Montréalským symfonickým orchestrem. Později studoval na newyorské Juilliard School a od počátku sedmdesátých let hrál vedle klasické také popovou hudbu. Na počátku osmdesátých let vytvořil hudební dílo Night Magic společně s dalším Kanaďanem Leonardem Cohenem. Je také autorem hudby k různým filmům a televizním seriálům. Psal také písně pro zpěvačku Carole Laure.